# Villa Valiante
Villa Valiante è posta tra via dello Scudillo e la strada della Conocchia a Napoli.
Fu prima proprietà della baronessa Turini in Valiante e rappresentava un'architettura ibrida, una via di mezzo tra il classico palazzo suburbano e la villa. Le sue fondazioni rispettavano l'andamento del terreno caratterizzato da salti di quota.
La terrazza belvedere delimitata da una ringhiera con pilastri in piperno, era il centro dell'architettura in questione: vi era anche una cappella decorata a motivi dorici. Nell'Ottocento è stata trasformata radicalmente secondo il gusto romantico, più altre aggiunte e trasformazioni successive.
Il complesso ospita un istituto scolastico religioso.